# Diecezja Koczin
Diecezja Koczin – diecezja rzymskokatolicka w Indiach. Została utworzona w 1558 z terenu diecezji Goa.

## Ordynariusze
- Jorge Temudo, O.P. † (1558–1567)
- Henrique de Távora e Brito, O.P. † (1567–1578)
- Mateus de Medina, O.Carm. † (1578–1588)
- Andrés de Santa Maria, O.F.M. † (1588–1615)
- Sebastião de São Pedro, O.E.S.A. † (1615–1624)
- Luiz de Brito de Menezes, O.E.S.A. † (1627–1629)
- Miguel Da Cruz Rangal, O.P. † (1631–1646)
  - Sede vacante (1646-1689)
  - João Coelho † (1650 - ?)
  - Fernando de Incarnação de Menezes † (? - 1657
  - Francisco Barreto, S.J. † (? - 1663)
  - Fabio dos Reis Fernandes, O.Carm. † (1672–1672)
- Pedro da Silva, O.E.S.A. † (1689–1691)
- Pedro Pacheco, O.P. † (1694–1714)
  - Francesco Pedro dos Martyres † (? - 1715)
- Francisco de Vasconcellos, S.J. † (1721–1743)
- Clemente José Colaço Leitão, S.J. † (1745–1771)
- Manoel da Santa Catalina Soares, O.C.D. † (1778–1783)
- José de Soledad Marques da Silva, O.C.D. † (1783–1818 ?)
- Tomás Manoel de Noronha e Brito, O.P. † (1819–1828)
  - Sede vacante (1828-1886)
- João Gomes Ferreira † (1887–1897)
- Matheus de Oliveira Xavier † (1897–1909)
- José Bento Martins Ribeiro † (1909–1931)
- Abílio Augusto Vaz das Neves † (1933–1938)
  - Sede vacante (1938-1941)
- José Vieira Alvernaz † (1941–1950)
- Alexander Edezath † (1952–1975)
- Joseph Kureethara † (1975–1999)
- John Thattumkal, (2000–2009)
- Joseph Kariyil, (2009–2024)